# Erwin Lehn

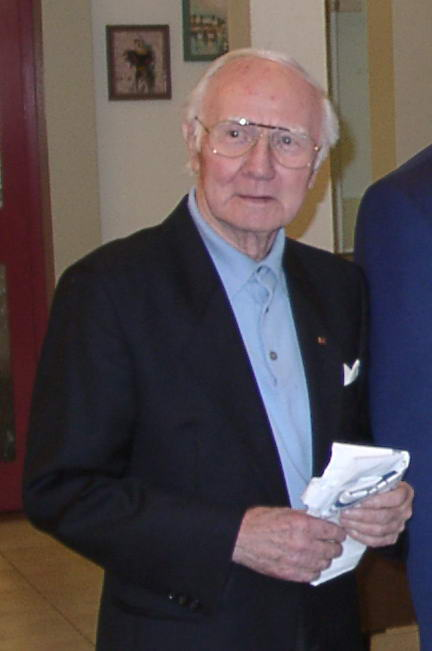
Erwin Lehn en 2005

Erwin Lehn (8 de junio de 1919 - 20 de marzo de 2010) fue un músico y director de orquesta de nacionalidad alemana.

## Biografía
Nacido en Grünstadt, Alemania, Lehn acudió a la escuela municipal de música de Peine, donde recibió lecciones de violín, piano y clarinete, aunque no completó los estudios. Su carrera musical empezó en 1945 como pianista y arreglista de la Radio Berlin Tanzorchester de Michael Jary, la cual dirigió entre 1947 y 1951 junto a Horst Kudritzki. Con la misma llevó también a cabo grabaciones, colaborando, entre otros, con Helmut Zacharias y Walter Dobschinski.
El 1 de abril de 1951 fundó la orquesta Südfunk-Tanzorchester, de la emisora Süddeutscher Rundfunk (SDR) en Stuttgart, que dirigió hasta 1992. En poco tiempo pasó a ser una Big Band de swing moderno: la Erwin Lehn und sein Südfunk-Tanzorchester. Además de la banda de Kurt Edelhagen en Südwestfunk, en los años siguientes la Südfunk-Tanzorchester llegó a ser una de las principales bandas de swing de la República Federal de Alemania. Numerosas actuaciones como invitados de conocidos músicos de Jazz en las décadas de 1950 y 1960 dieron testimonio del reconocimiento del que disfrutó el director en el entorno profesional. Algunos de sus miembros formaron posteriormente orquestas propias, como fue el caso de Horst Jankowski, Peter Herbolzheimer, Klaus Weiss y Ernst Mosch.
Con Dieter Zimmerle y Wolfram Röhrig, Lehn creó en 1955 el programa de SDR Treffpunkt Jazz. En el show actuaron músicos de la talla de Miles Davis, Benny Goodman, Stan Getz, Lester Young, Chick Corea o Chet Baker.
Lehn, sin embargo, no tenía reparos con la buena música ligera aparte del Jazz. Lo demostró colaborando con grandes artistas del género como Alice Babs, Josephine Baker, Bibi Johns, Greetje Kauffeld, Angelina Monti, Marika Rökk, Anneliese Rothenberger, Caterina Valente, Peter Alexander, Bully Buhlan, Udo Jürgens y Bill Ramsey. Compuso y escribió numerosos éxitos, además de escribir la música de más de 50 producciones cinematográficas. Junto a Paul Kuhn y Max Greger tocó en numerosas giras de conciertos, y con su orquesta Südfunk-Tanzorchester participó en programas de entretenimiento de Hans Rosenthal (Allein gegen alle, Spaß muß sein, Frag mich was). 
En 1992 dejó la dirección de la orquesta, la cual pasó a depender de diferentes directores, y cambió de nombre en 1998 a causa de la fusión de la SWF y SDR, llamándose SWR Big Band.
En 1976 Lehn había asumido la dirección de la Big Band de la Hochschule für Musik und Darstellende Kunst de Stuttgart, en la cual fue nombrado profesor honorario en 1985, adquiriendo un gran prestigio con la promoción de jóvenes músicos. Por todo ello, el 27 de abril de 1982 recibió la Cruz de la Orden del Mérito de la República Federal de Alemania. En 1997 entregó la dirección de la banda a Bernd Konrad.
Erwin Lehn recibió en el año 2001 el German Jazz Trophy como premio a su trayectoria artística. El músico falleció en Stuttgart en el año 2010.